# Vliegtuig
Een vliegtuig is een luchtvaartuig dat een hogere dichtheid heeft dan lucht en in staat is een gecontroleerde vlucht te maken. Het maakt hierbij gebruik van de opwaartse kracht, lift genoemd, veroorzaakt door de lucht die met een zekere snelheid over het speciale profiel van het vleugeloppervlak stroomt.

## Geschiedenis

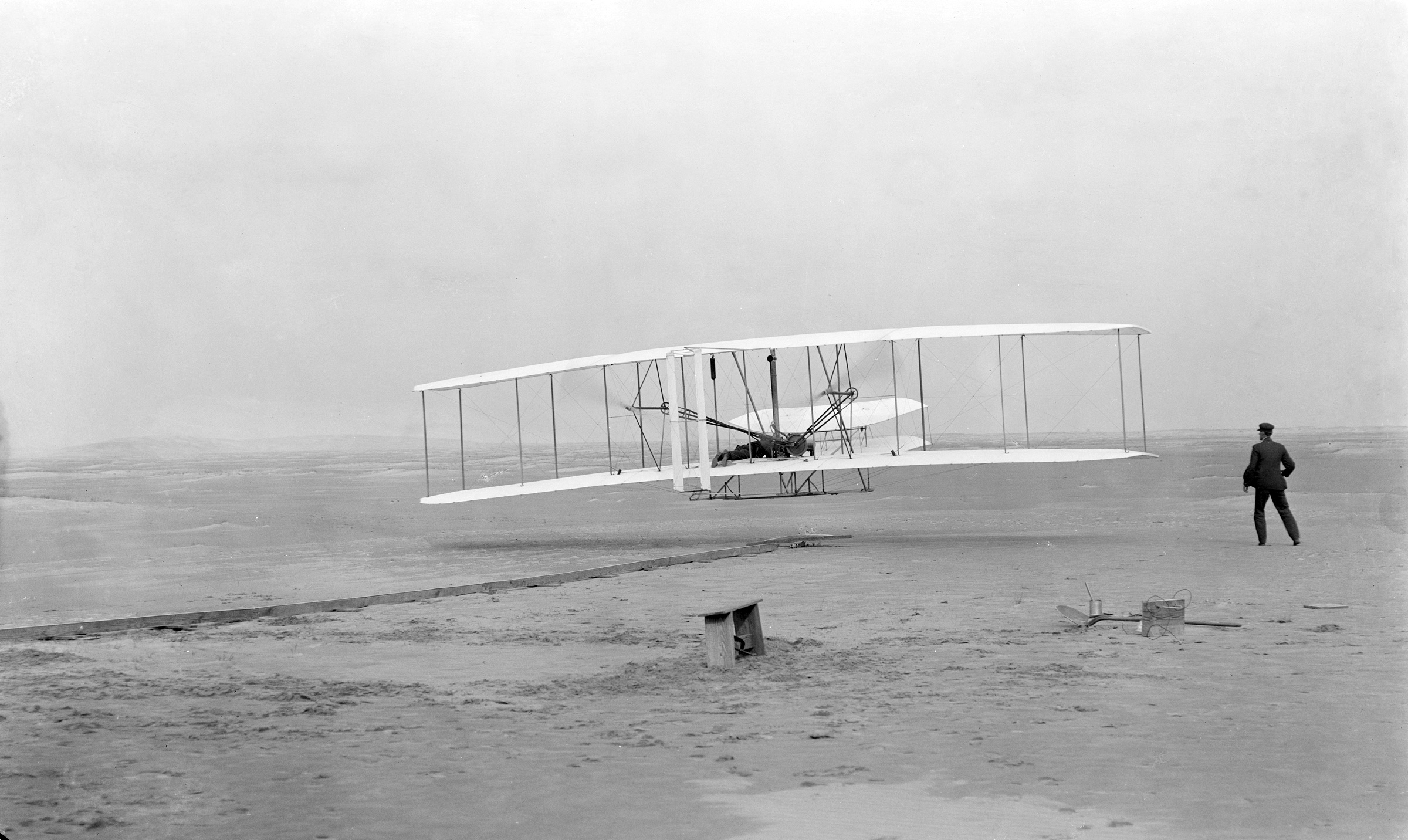
De eerste vlucht van de gebroeders Wright, 17 december 1903, 10.35 uur

Uitvinders waren aan het eind van de 19e eeuw bezig met het uitvinden van een vervoermiddel waarmee men gemotoriseerd kon vliegen. De luchtballon was al in 1783 uitgevonden, het zweefvliegtuig werd voor het eerst succesvol getest door de Duitser Otto Lilienthal in 1891. In 1903 wisten de Amerikaanse Gebroeders Wright als eerste mensen met hun zelf gebouwde en gemotoriseerde vliegtuig, de Wright Flyer, een gecontroleerde vlucht te maken. 
Op 27 mei 1908 vloog Henri Farman het eerste vliegtuig boven België. 
In Nederland steeg op 27 juni 1909 het eerste vliegtuig op. Dit gebeurde in Etten-Leur. Het vliegtuig werd bestuurd door Charles de Lambert. In 1910 maakte de Fransman Henri Fabre het eerste watervliegtuig, dit maakte het mogelijk grotere vliegtuigen te maken aangezien ze niet afhankelijk waren van de lengte van een vliegveld. Twee jaar later kwam Curtiss met een watervliegtuig. In datzelfde jaar werd ook het eerste experiment gedaan met opstijgen vanaf een schip door Eugene Ely.
Hoewel er werd geëxperimenteerd met het vervoer van post en passagiers, zou het vliegtuig vooral nog als sport- en stuntapparaat gebruikt worden. Vanaf 1911 gingen de Europese legers zich interesseren voor het vliegtuig met het oog op een aankomende oorlog, die zou uitlopen in de Eerste Wereldoorlog, al concentreerden de Duitsers zich nog lange tijd op de zeppelin. De Eerste Wereldoorlog werkte in Europa als een katalysator op de ontwikkeling van het militaire vliegtuig. Men begon vliegtuigen in te zetten als verkenner. Toen de vijanden vervolgens met elkaar in conflict kwamen in de lucht, kwam het jachtvliegtuig in beeld. Dit werd uitgerust met mitrailleurs op de motorkap. Door Sikorsky's experimenten met viermotorige vliegtuigen gingen bommenwerpers tot de mogelijkheden behoren. De Britse marine ging verder met het opstijgen en landen vanaf schepen, wat resulteerde in de eerste torpedobommenwerpers.
Na de oorlog kwamen veel vliegers en vliegtuigen zonder werk te zitten. Men ging de bommenwerpers ombouwen tot de eerste volwaardige passagiersvliegtuigen om de moeilijke naoorlogse jaren door te komen. Terwijl de passagiersvliegtuigen steeds beter werden, stonden de ontwikkelingen in de militaire tak nagenoeg stil. Alleen de luchtraces gaven vliegtuigbouwers de mogelijkheid om nieuwe technieken uit te proberen. Uit deze luchtraces ontstond dan ook de eerste nieuwe generatie jachtvliegtuigen waarmee de Tweede Wereldoorlog werd ingegaan. Ook deze oorlog werkte als een katalysator op de ontwikkeling.
Het zweefvliegtuig werd in Duitsland tot in de finesses doorontwikkeld om het verdrag van Versailles te ontduiken. Daarnaast ontstonden er duikbommenwerpers, nachtjagers en de straalmotor werd geïntroduceerd.
Na de Tweede Wereldoorlog zorgde de wapenwedloop tussen het ontstane Warschaupact en de NAVO tot een blijvende prikkel om met nieuwe vliegtuigen te komen. De vliegtuigen moesten hoger, sneller en langer in de lucht kunnen blijven. Chuck Yeager doorbrak als eerste de geluidsbarrière, spionagevliegtuigen vlogen vervolgens tot drie maal zo snel als de geluidssnelheid. Tevens werd met de introductie van de F-16 een vliegtuig geïntroduceerd dat alleen kon vliegen met behulp van een computer, het zogenaamde fly-by-wire-principe.
In diezelfde tijd kwam ook het massatoerisme op in de westerse landen. Niet alleen werden de passagiersvliegtuigen steeds groter, zoals de Boeing 747, maar ook steeds sneller, met als hoogtepunt de supersonische Concorde. In diezelfde tijd ontwikkelde zich ook de privé- of zakenjet, zodat belangrijke zakenlieden niet gebonden waren aan vliegtijden en krappe vliegtuigen. Vlak voor het uiteenvallen van het Warschaupact en de Sovjet-Unie werd de stealth-techniek toegepast op andere vliegtuigen dan alleen de spionagevliegtuigen. De ontwikkeling van het gevechtsvliegtuig gaat sinds de val van het communisme minder hard. De Europese landen lopen tegen de enorme ontwikkelingskosten op, waardoor men gezamenlijk met moeite de Eurofighter van de grond weet te krijgen. Kleinere landen, zoals Taiwan, Israël, Korea en Zweden weten het hoofd boven water te houden door het maken van militaire vliegtuigen die gebaseerd zijn op bestaande technieken, terwijl de kosten voor de Amerikaanse F35 alleen maar oplopen. In de burgerluchtvaart gaan de ontwikkelingen echter door. Airbus kiest voor groter met de dubbeldeks A380. Boeing kiest voor zuinig en milieuvriendelijker met de 787.

## Naamgeving
Hoewel er veel soorten luchtvaartuigen zijn, noemt men ze niet allemaal vliegtuig. Een helikopter en een autogiro (toestellen met roterende draagvlakken) gelden voor de Nederlandse wetgeving als vliegtuig. Een zweefvliegtuig echter niet. In de volksmond geldt een helikopter niet als vliegtuig en een zweefvliegtuig wel. Een luchtballon en luchtschip worden geen vliegtuig genoemd, omdat deze een lagere dichtheid dan lucht hebben. Ook een raket wordt doorgaans geen vliegtuig genoemd, aangezien deze niet door de atmosfeer wordt ondersteund.

## Hoe vliegt een vliegtuig?

De bedieningsorganen en de roeren
----

Krachtenwerking op een vleugel

Rollen met de rolroeren

Stampen met het hoogteroer

Gieren met het richtingsroer

Een vliegtuig kan vliegen dankzij zijn voorwaartse snelheid. De vleugel buigt de lucht die er langs stroomt af, en veroorzaakt "lift". De liftkracht is het gevolg van verschillende effecten. Veruit de belangrijkste is de reactiekracht: de lucht wordt naar beneden versneld, waardoor de vleugel naar boven wordt versneld. Bij het naar beneden afbuigen van de lucht speelt het coandă-effect een rol. De lift compenseert het gewicht (als gevolg van de zwaartekracht) van het vliegtuig. Zolang het vliegtuig dus voldoende snelheid heeft, blijft het in de lucht. De kracht van de lift kan berekend worden met de volgende formule:
{\displaystyle L={\textstyle {1 \over 2}}C_{l}\cdot \rho \cdot v^{2}\cdot S}
Hierin is:
L = liftkracht [ N ]
ρ = dichtheid [kg m−3] van de lucht.
v = snelheid [m s−1] van de onverstoorde lucht (far field flow) ten opzichte van het vliegtuig.
S = oppervlak van de vleugel.
Cl = Liftcoëfficiënt.
De liftcoëfficiënt hangt af van zowel de eigenschappen van het vleugelprofiel, als van de invalshoek. Hoe groter de invalshoek, hoe groter de liftkracht, zo lang althans de stroming over de vleugel blijft aanliggen. Verder, zie de formule, hoe groter het vleugeloppervlak of de snelheid is, hoe groter de lift is.
Ook de luchtdichtheid heeft invloed op het opstijgen en landen. Op grote hoogte of bij hogere temperatuur is de lucht veel ijler en heeft het vliegtuig een veel langere startbaan nodig om zo veel snelheid te kunnen maken dat de liftkracht groter is dan het gewicht. Bij voldoende snelheid brengt de piloot met het staartvlak de neus omhoog (de "rotatie") waardoor met de verhoogde invalshoek ook de lift op de vleugel toeneemt, hierna komt het vliegtuig los van de grond.

### De landing
Als een vliegtuig gaat landen, vliegt het met een zo laag mogelijke (veilige) voorwaartse snelheid om een zo kort mogelijke landingsrol te hebben. Door de lagere voorwaartse snelheid neemt de liftkracht sterk af (2 × zo langzaam, 4 keer minder lift, want kwadraat), terwijl het gewicht gelijk blijft. Een beetje minder lift is gewenst omdat het vliegtuig met een constante daalsnelheid de landingsbaan wil naderen. De benodigde liftkracht moet -ondanks de lagere snelheid- toch voldoende blijven, want anders zou het vliegtuig te hard dalen. Dit kan op twee manieren: door de invalshoek van het toestel te vergroten, of door het profiel van de vleugel te veranderen waardoor de vleugel meer liftkracht levert. Het is daarom dat een vliegtuig -om te landen- langzaam vliegend (met de neus omhoog) komt aangevlogen. Om nog langzamer te kunnen vliegen laat het zijn welvingskleppen (flaps in het Engels) aan de achterzijde van de vleugels uit waardoor het vleugeloppervlak "krommer" en groter wordt en dus de liftcoëfficiënt weer toeneemt. Zo behoudt het vliegtuig bij lagere voorwaartse snelheid een liftkracht die bijna gelijk is aan zijn gewicht. De hogere neusstand en de welvingskleppen hebben tot gevolg dat de luchtweerstand sterk toeneemt.
Als een verkeersvliegtuig na de landing met hoge snelheid op de landingsbaan rijdt, is het van belang ervoor te zorgen dat de lift verder gereduceerd wordt, anders zou het vliegtuig weer omhoog kunnen komen. Dit gebeurt met behulp van liftdumpers, kleppen aan de bovenzijde van de vleugels die overeind gezet worden. Het vliegtuig wordt tijdens de landing afgeremd door de straalomkeerders ((en) reverse thrust), lucht uit de motor wordt dan omgebogen om een negatieve versnelling (afremming) te produceren. Verder zijn er schijfremmen aangebracht op de wielen van het landingsgestel die het vliegtuig (eventueel automatisch d.m.v. autobrakes) kunnen afremmen.

### Laminair en turbulent
De stroming langs een vleugel(-profiel) zal bij een geringe aanstroomhoek in eerste instantie laminair zijn. Daarbij stroomt de lucht keurig in laagjes langs het vleugeloppervlak. Hoe dichter op de vleugel, hoe langzamer, ten opzichte van de vleugel, de lucht in het laagje beweegt. Deze vorm van stroming levert de grootste lift op. Om met maximale verhouding tussen lift en weerstand te kunnen vliegen en dus grote afstanden af te kunnen leggen, hebben bijvoorbeeld zweefvliegtuigen een zogenaamd laminair profiel.
Laminaire stroming slaat om in een turbulente stroming naarmate hij verder over de vleugel gaat. Turbulente stroming is een stroming waarbij de deeltjes gemiddeld wel dezelfde kant op gaan, maar ook in alle mogelijke richtingen bewegen. Bij turbulente stroming is de liftkracht veel kleiner dan bij laminaire stroming, doordat bij turbulentie een kleiner deel van de stroming aan de achterrand van de vleugel naar beneden wordt afgebogen. Turbulente stroming heeft echter het voordeel dat ze later van de vleugel loslaat (zie hieronder voor loslating). Daarom hebben moderne verkeersvliegtuigen vaak kleine, enkele centimeters grote, 'spoilers' op hun vleugels. Deze maken op een gewenst punt de laminaire stroming in de grenslaag turbulent zodat er uiteindelijk minder stuwkracht nodig is voor eenzelfde verhouding tussen snelheid en lift.
Laminaire stroming die later loslaat is nog meer gewenst. Dit zou onder andere kunnen worden bereikt met zogenaamde grenslaagafzuiging. De laag lucht het dichtst bij de vleugel is de grenslaag. Als deze laag van binnen uit de vleugel weggezogen wordt op het punt dat deze turbulent wil worden, is het mogelijk de gehele stroming langer laminair te houden. Er kan hiermee bij zweefvliegtuigen een verdubbeling van de prestaties worden bereikt. Dit is al enkele tientallen jaren geleden bedacht, maar door technische moeilijkheden is de techniek nog niet toepasbaar.
Het al dan niet hebben van een turbulente stroming rond een vleugel heeft niets te maken met wat in de volksmond turbulentie wordt genoemd. Dit is namelijk het vliegen door instabiele en dus turbulente lucht en is een meteorologisch verschijnsel.

### Loslating en overtrekken

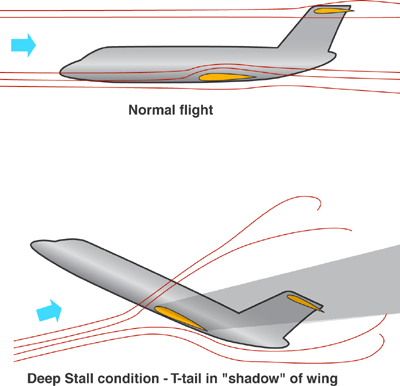
Normale vlucht en diep overtrokken vlucht

Vooral bij relatief lage snelheden en hoge invalshoeken (de hoek tussen het profiel en de luchtstroom) kan een stroming op een zeker moment niet langer het profiel volgen. De stroming laat dan los wat resulteert in een kolkende stroming boven/achter de schuinstaande vleugel. De kolkende stroming verlaagt de stroomsnelheid over de vleugel en verlaagt zo de onderdruk boven de vleugel. De vleugel verliest dus lift. We spreken in zo'n geval van een overtrokken vleugel. Een overtrokken vleugel geeft nauwelijks nog lift en veroorzaakt relatief grote weerstand. Een vliegtuig dat overtrokken raakt zal veel snelheid en hoogte verliezen. Men spreekt dan van een overtrokken vlucht of in het Engels stall. Meestal overtrekt één vleugel iets eerder dan de andere en dan valt die vleugel als eerste weg en kan het vliegtuig in een tolvlucht geraken.
Na een overtrek kan in de duikvlucht snelheid worden opgepikt om een normale vlucht te kunnen voortzetten. Onder normale omstandigheden en bij voldoende hoogte hoeft het overtrekken geen probleem op te leveren. Als het vliegtuig echter te ver doorslaat in deze overtrekking komt het in een zogenaamde 'diepe overtrek' (Eng. deep stall), te zien op de afbeelding hiernaast. In deze situatie zit het stabilo, en daarmee ook het hoogteroer, in het turbulente zog van de hoofdvleugel en zal daardoor geen lift geven. Doordat het roer ook geen lift geeft, kan de piloot het ook niet meer gebruiken om weer recht te vliegen en kan het vliegtuig dus onbestuurbaar worden. Vooral vliegtuigen met een zogenaamde T-staart, vleugels in pijlstelling en motoren achter op de romp zoals op deze afbeelding, hebben hier last van.
Belangrijk om te beseffen is dat een licht turbulente, maar niet losgelaten stroming minder snel loslaat dan een keurige laminaire stroming. Daarom zijn de meeste vliegtuigvleugels voorzien van zogenaamde turbulente profielen of van verstoorders (Eng. vortex generators), die een turbulente stroming veroorzaken. Dit zijn de kleine vinnetjes die men meestal bovenvoor op de vleugel ziet zitten. Hierdoor wordt het moment waarop het vliegtuig overtrekt uitgesteld.
Een andere voorziening is een kleinere invalshoek van het stabilo waardoor deze niet als eerste overtrekt en het vliegtuig in een voorwaartse duik omlaag duwt. Hierdoor is tevens een stabiele vlucht mogelijk. Bij een vliegtuig zonder dragende vleugels die voldoende lift leveren zoals bij de Starfighter ligt dat anders.
De overtreksnelheid is voor elk vliegtuig anders en wordt mede beïnvloed door de lading, de verdeling van de lading en de conditie van de vleugels (bijvoorbeeld ijsafzetting).

## Motoren
Om een vliegtuig aan te drijven wordt in het algemeen één of meerdere motor(en) gebruikt. Tegenwoordig zijn er acht typen motoren in gebruik:

### Propelleraandrijving
- een zuigermotor: uitgevoerd als lijnmotor, V-motor of stermotor die een propeller aandrijft, efficiënt tot ongeveer 250 km/h.
- een turboprop: een straalmotor die een propeller aandrijft, efficiënt tot 450 km/h.
- een elektromotor: elektrisch aangedreven propeller. Elektrische vliegtuigen bevinden zich nog in de pioniersfase, maar vanwege het duurzamer maken van de luchtvaart gaan de ontwikkelingen steeds sneller.

### Straalaandrijving
- de straalmotor: compressor aangedreven door een uitlaatturbine, stuwkracht door zeer snel uitstromende hete lucht, licht en eenvoudig maar inefficiënt en lawaaierig. Tegenwoordig vervangen door:
- de turbofan: een straalmotor die een veelbladige propeller (Engels fan) in een grote koker met stilstaande schoepen (Eng. vanes) aandrijft, dankzij ingepakte propellers zeer efficiënt tot 1000 km/h, bovendien relatief stil dankzij langzame propellerlucht die om snelstromende uitlaatlucht stroomt, weinig afname stuw/trekkracht met toename van de snelheid. De stuwkracht wordt met name geleverd door de fan.
- de ramjet: een straalmotor zonder compressor voor snelheden van mach 2 tot mach 6. De inkomende lucht wordt gecomprimeerd door de vliegsnelheid en gemengd met brandstof. Door kleppen komt het mengsel in de verbrandingskamer waar het wordt ontstoken. De verbrandingsgassen worden door de expansie met hoge snelheid door de uitlaat geblazen, dit geeft de stuwkracht. Door een lange uitlaatbuis te gebruiken wordt door de massatraagheid van de uitstromende lucht een onderdruk in de verbrandingskamer veroorzaakt waardoor weer nieuw mengsel wordt aangezogen.
- de scramjet: een straalmotor zonder compressor voor snelheden van mach 5 tot mach 20.
- de raketmotor gebruikt geen buitenlucht voor verbranding maar een meegenomen oxidator (bijvoorbeeld vloeibare zuurstof of ammoniumperchloraat, zoals in de Space Shuttle) en wordt vooral in ruimteschepen en raketwapens gebruikt. Bij raketvliegtuigen wordt de voortstuwing uitsluitend verkregen door een raketmotor die de machine de benodigde snelheid geeft. Deze is zo krachtig dat een vleugel niet of slechts zeer miniem aanwezig behoeft te zijn.

### Geen aandrijving
Er bestaan ook vliegtuigen zonder motor, de zweefvliegtuigen. Bij deze vliegtuigen wordt snelheid gemaakt door onder een kleine hoek te dalen. Het is dus alsof een zweefvliegtuig steeds van een helling afglijdt. Om toch langer in de lucht te blijven, maakt de piloot van een zweefvliegtuig gebruik van opstijgende lucht: thermiek, hellingstijgwind of golfwind.
De hoek waaronder een zweefvliegtuig het beste kan vliegen is de zogenaamde (Cl/Cd)max. verhouding. Deze hoek wordt ook het glijgetal genoemd. Zweefvliegtuigen kunnen een veel hoger glijgetal halen dan passagiersvliegtuigen; namelijk rond de 60. Een glijgetal van 60 betekent dat wanneer men 1 meter daalt men 60 meter horizontaal vooruit komt.

## Milieu-impacten gezondheid
Het gebruik van verkeersvliegtuigen heeft consequenties ten aanzien van het leefmilieu. Met name de productie van geluid en de uitstoot van CO2 en diverse verontreinigende stoffen zijn van belang. Intercontinentale vluchten brengen voor passagiers en vliegtuigpersoneel bepaalde gezondheidsrisico's door straling met zich mee.

### Geluidsoverlast
Geluidsoverlast in de omgeving van vliegvelden is vooral in westerse landen een bron van zorg en politieke spanning. Luchtvaartautoriteiten, maatschappijen, piloten en fabrikanten van zowel motoren als gehele vliegtuigen hebben de geluidsvoetafdruk (de geluidscontour op de grond) per vliegtuigbeweging teruggebracht sinds de introductie van de eerste lawaaiige straalmotoren. Dat is bereikt door technische veranderingen, maar ook door andere vliegprocedures. De wereldwijde groei van de luchtvaart veroorzaakt ondanks deze inspanningen een toename van de geluidshinder. Daarnaast speelt een rol dat omwonenden van een vliegveld pas werkelijk een duidelijk reductie ervaren als deze meer dan bedraagt dan 3 decibel.
De geluidsoverlast vormt soms aanleiding om vliegtuigen te weren van bepaalde vliegvelden. Oudere lawaaiige straalvliegtuigen worden af en toe volledig uitgefaseerd. Zo zijn in 2002 de zogeheten ICAO Chapter 2 vliegtuigen uitgefaseerd in geheel Europa. Bovendien worden de eisen die gesteld worden aan de geluidsproductie regelmatig aangescherpt. Fabrikanten van vliegtuigen moeten aantonen hoeveel geluid het vliegtuigtype maakt op basis van een geluidscertificaat.   
In een enkel geval, namelijk de Concorde die supersonisch kon vliegen, stuitte het lawaai dat het vliegtuig maakte op zoveel bezwaren dat het al snel van bepaalde vliegvelden werd geweerd.

### CO2uitstoot en klimaatverandering
Transport door de lucht wordt verantwoordelijk geacht voor 2-5 % van de wereldwijde transportemissies van het broeikasgas CO2. Ondanks zuinigere en minder vervuilende turbofan- en turbopropmotoren, draagt de snelle groei van vliegreizen bij tot een toename van de totale vervuiling die aan de luchtvaart is toe te schrijven. Van 1992 tot 2005 stegen de passagierskilometers met 5,2 procent per jaar. In de Europese Unie is de uitstoot van broeikasgassen door de luchtvaart tussen 1990 en 2006 met 87 procent toegenomen. In 2019 was de uitstoot van internationale luchtvaart met bijna 146% gestegen, vergeleken met 1990, voor de meeste transportvormen, met uitzondering van de scheepvaart, was die uitstoot juist gedaald ten opzichte van 1990. Tijdens de COVID-pandemie was er een tijdelijke dip in de uitstoot.
Uitgebreid onderzoek toont aan dat, ondanks de verwachte innovaties in energie-efficiëntie voor vliegtuigframes, motoren, aerodynamica en vluchtuitvoering, er niet snel een einde zal komen aan de snelle groei van CO2-emissies van vliegreizen en luchtvracht, dit door de voorziene toekomstige continue groei in vliegreizen. Dit komt omdat internationale luchtvaartemissies zijn ontsnapt aan internationale regelgeving. Bovendien, vanwege de lage of niet-bestaande belastingen op vliegtuigbrandstof, heeft het luchtvervoer een concurrentievoordeel ten opzichte van andere vervoerswijzen als gevolg van lagere tarieven. Tenzij er marktbeperkingen worden opgelegd, zal de groei van de luchtvaartemissies ertoe leiden dat de emissies van de sector tegen het midden van de 21e eeuw, bijna het volledige mondiale CO2-emissiebudget vertegenwoordigen, als de opwarming van de aarde moet worden beperkt tot een temperatuurstijging van 2°C of minder.
Er is een debat gaande over de mogelijke belasting van vliegreizen en de opname van de luchtvaart in een regeling voor de handel in emissierechten, om ervoor te zorgen dat rekening wordt gehouden met de totale externe kosten van de luchtvaart.

### Luchtvervuiling
Vliegtuigen veroorzaken luchtvervuiling. Er worden deeltjes en gassen uitgestoten zoals koolwaterstoffen, koolmonoxide, stikstofoxide, zwaveloxide, lood en fijnstof die onderling en met de atmosfeer in wisselwerking staan.

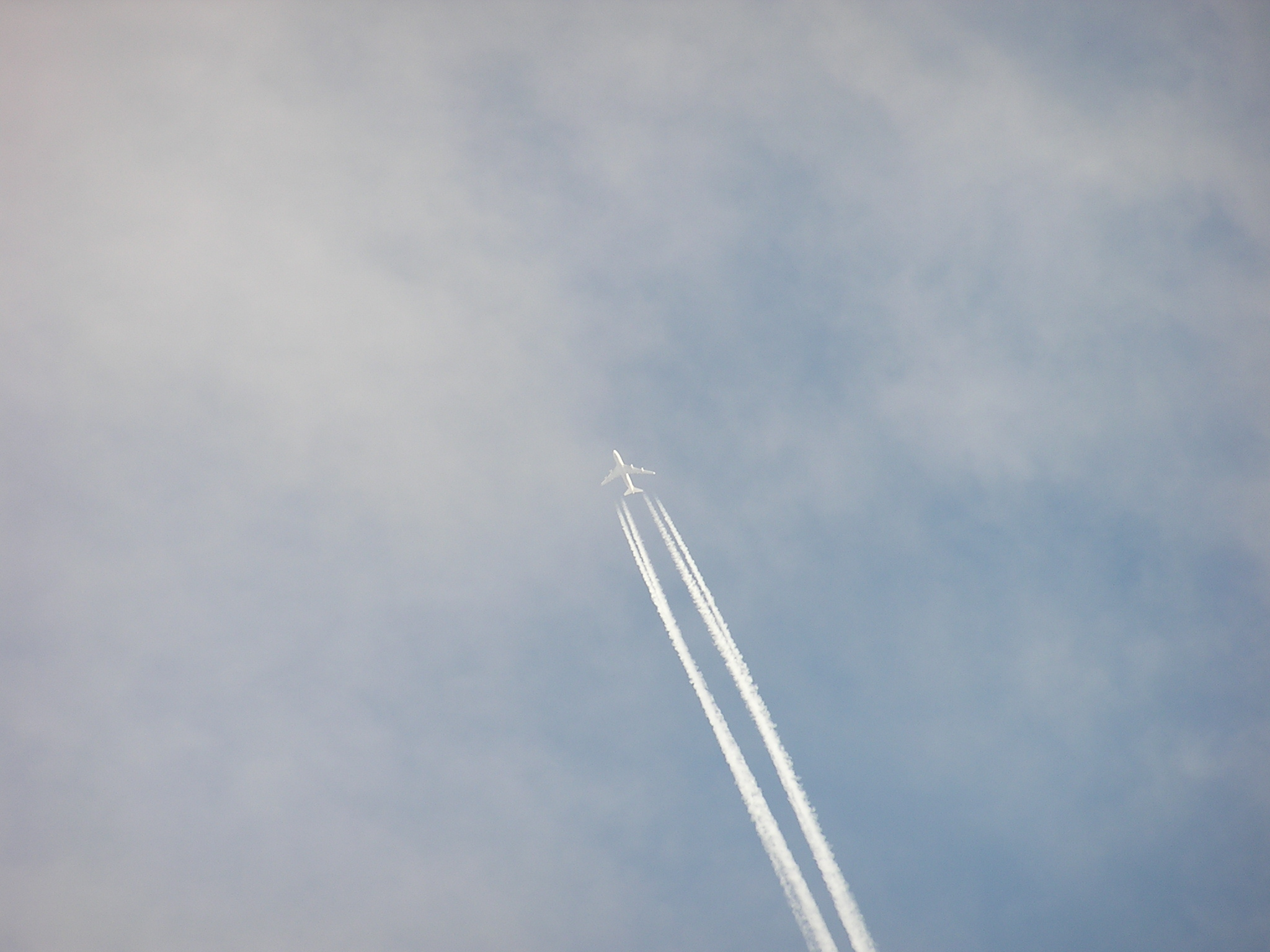
Vliegtuig-condensspoor

### Temperatuursverandering door extra wolkvorming
Hoogvliegende vliegtuigen veroorzaken wolkvorming, condenssporen genoemd. Twee onderzoeken (beide door D.J. Travis) in de Verenigde Staten na het driedaagse vliegverbod boven de Verenigde Staten in verband met de aanslagen van 11 september 2001 gaven een oorzakelijke aanwijzing voor een dempen van het temperatuurverloop over een etmaal van mogelijk 1,8 graden door condensstrepen. J.Hong weerlegt dit effect echter in zijn onderzoek omdat temperatuur aan de aardoppervlakte voornamelijk wordt beïnvloed door lagere wolken.

## Typen vliegtuigen
- Autogiro
- Blusvliegtuig
- Bommenwerper
- Combivliegtuig
- Deltavlieger
- Onbemand luchtvaartuig
- Eendvliegtuig ook wel "Canard" genoemd
- Ekranoplan
- eVTOL
- Gevechtsvliegtuig
- Helikopter
- Jachtvliegtuig
- Lesvliegtuig
- Modelvliegtuig
- Passagiersvliegtuig
- Propellervliegtuig
- Ruimteveer
- Sleepvliegtuig
- Sportvliegtuig
- Straaljager
- Tankvliegtuig
- Ultralight
- Verkeersvliegtuig
- Verkenningsvliegtuig
- Vrachtvliegtuig
- VTOL (Vertical Take-Off and Landing)
- Watervliegtuig
- Zweefvliegtuig

## Bekende en beroemde vliegtuigen

### Het pionierstijdperk
- Wright Flyer, het eerste gemotoriseerde vliegtuig
- Curtiss Model D, Wrights concurrent
- 14-bis, vliegtuig van de Braziliaan Alberto Santos-Dumont, maakte de eerste gemotoriseerde vlucht in Europa
- Voisin-Farman H.F.I, een succesvol Frans vliegtuig en waarschijnlijk meest gekopieerde van zijn tijd
- Farman MF.11, het eerste type van een reeks van trainings- en verkenningsvliegtuigen voor diverse beginnende Europese luchtmachten
- Blériot XI, het eerste vliegtuig dat over Het Kanaal vloog

### DeEerste Wereldoorlog

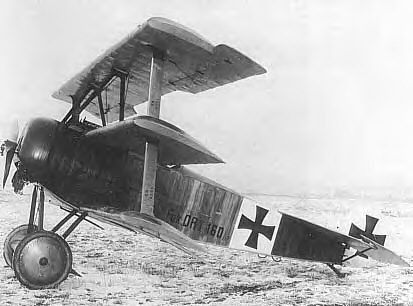
Fokker Dr.I

- Rumpler Taube, het sterk verouderde verkenningsvliegtuig uit het begin van de oorlog met zijn karakteristieke vleugels
- Albatros D, het meest geproduceerde jachtvliegtuig van de Duitsers
- Fokker Dr.I, het gevreesde vliegtuig van de Rode Baron
- Fokker E.III, de "Gesel van Fokker" met de mitrailleur die door de propeller schoot
- Gotha G.V, de bommenwerper die de eerste bombardementen op Londen uitvoerde
- Sopwith Pup, het wendbare toestel van de Engelsen
- Sopwith Camel, het succesvolste vliegtuig van de Engelsen, het behaalde de meeste overwinningen
- Handley Page Type O, de bommenwerper van de Engelsen
- Farman HF.20, de standaard verkenner van Frankrijk en België aan het begin van de oorlog
- Nieuport 17, het Franse antwoord op de "Gesel van Fokker"
- SPAD S.XIII, de meest geproduceerde jager van 1917
- S-22 Ilja Moeromets, Sikorsky's, voor die tijd reusachtige, viermotorige vliegtuig

### De luchtraces
- Spirit of St. Louis, het vliegtuig dat de eerste solovlucht over de Atlantische Oceaan maakte
- Lockheed Vega, het vliegtuig dat de eerste solovlucht om de wereld maakte
- De Havilland DH.88 Comet, winnaar van de Melbourne race
- Supermarine S.6B, drievoudig winnaar van de Schneider Trophy en voorloper van de Spitfire

### De eerste passagiersvliegtuigen

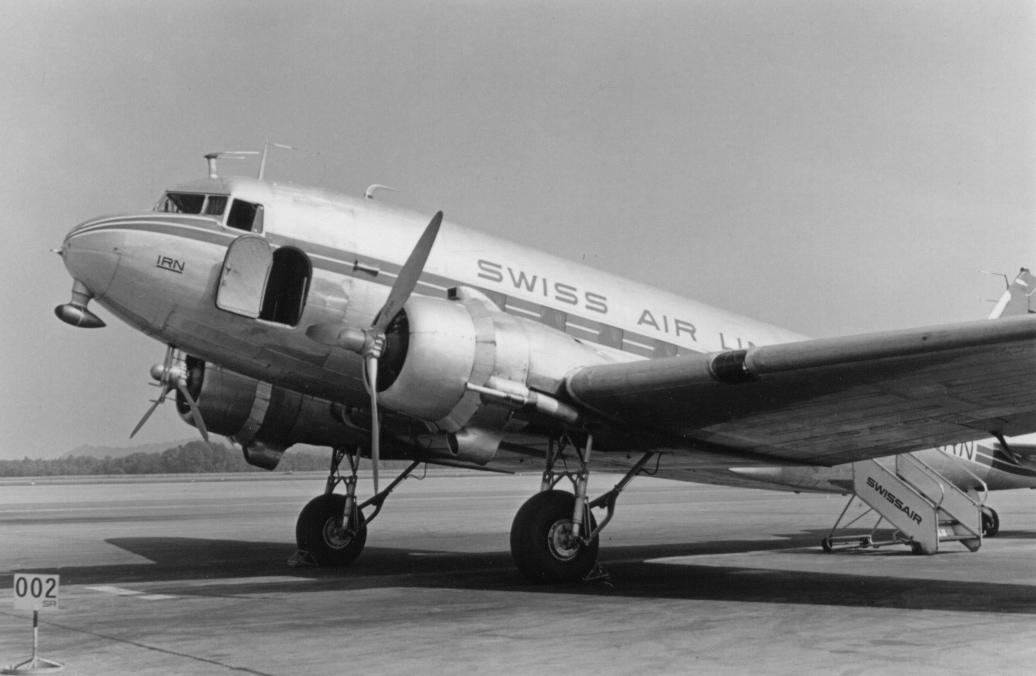
Douglas DC-3 van Swissair

- Fokker F.II, het eerste vliegtuig dat non-stop van het oosten naar het westen van de VS vloog
- Fokker F.VII, het vliegtuig dat de eerste non-stop vlucht over de Stille Oceaan vloog (Southern Cross)
- Ford Trimotor, Fords antwoord op de Fokker F-VIII
- Junkers F 13, de voorloper van Junkers Ju 52/3m
- Lockheed L-10 Electra, het eerste succesvolle geheel metalen passagiersvliegtuig
- Douglas DC-3 "Dakota", het beroemde passagiersvliegtuig
- Handley Page HP.42, de excentrieke maar comfortabele dubbeldekker van Imperial Airways
- Boeing Model 314 Clipper, de vliegboot voor de trans-Atlantische vluchten van Pan Am en BOAC
- Martin M-130 China Clipper, de vliegboot voor vluchten over de Stille Oceaan
- Dornier Do X, de vliegboot met 10 motoren

### DeTweede Wereldoorlog

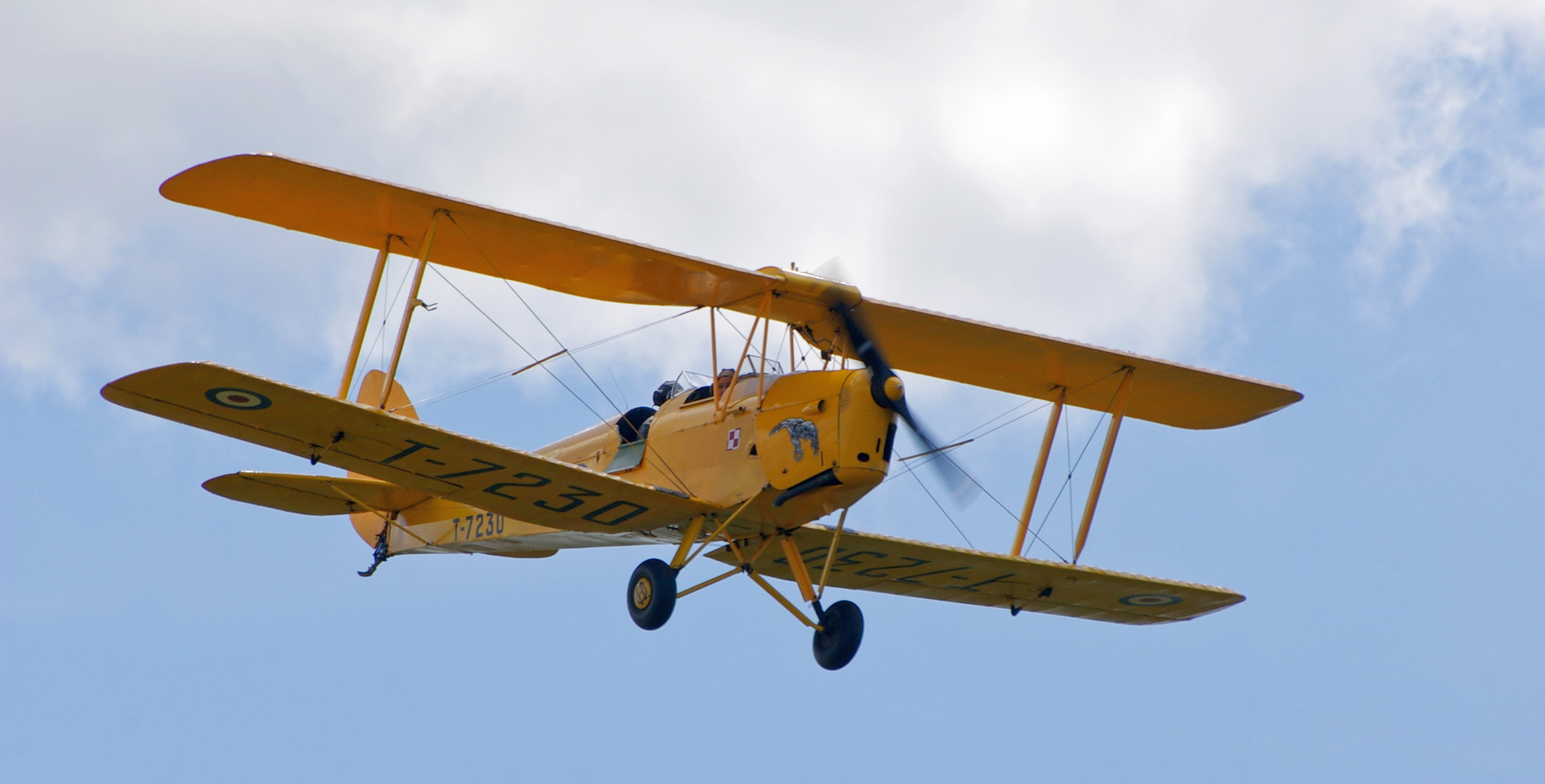
Tiger Moth

- Supermarine Spitfire, hét jachtvliegtuig van de Engelsen, beroemd om zijn rol in de Slag om Engeland
- Hawker Hurricane, de ruggengraat van de Engelse verdediging tijdens de Slag om Engeland
- Avro Lancaster, de nachtbommenwerper van de geallieerden
- De Havilland Mosquito, het meest veelzijdige vliegtuig van de geallieerden
- Tiger Moth, het meest geproduceerde lesvliegtuig aller tijden
- Fairey Swordfish, de torpedobommenwerper die de Bismarck tot zinken bracht
- Gloster Meteor, de eerste straaljager van de geallieerden en de NAVO
- Messerschmitt Bf 109, hét jachtvliegtuig van nazi-Duitsland
- Junkers Ju 87 "Stuka", De gevreesde duikbommenwerper met het onheilspellende jankende geluid.
- Junkers Ju 88, de meest gebouwde bommenwerper van nazi-Duitsland
- Junkers Ju 52/3m, het transportvliegtuig van nazi-Duitsland met het karakteristieke casco van golfplaten
- Focke-Wulf Fw 190, het beste en meest veelzijdige jachtvliegtuig van nazi-Duitsland
- Heinkel He 111, de bommenwerper van nazi-Duitsland, beroemd om zijn rol in Spaanse Burgeroorlog
- Messerschmitt Me 262, de eerste straaljager die in massaproductie werd genomen
- Iljoesjin Il-2 "Sturmovik", de aanvalsjager van de Russen
- P-51 Mustang, het beroemdste vliegtuig van de Amerikanen, vooral doordat het ingezet kon worden over lange afstanden
- Boeing B-17 Flying Fortress, de dagbommenwerper van de geallieerden
- Consolidated B-24 Liberator, de meest geproduceerde bommenwerper van de Amerikanen
- Consolidated PBY Catalina, de vliegboot van de geallieerden
- North American B-25 Mitchell, de bommenwerper die gebruikt werd vanaf vliegdekschepen
- P-38 Lightning, de jager met de dubbele staart
- Republic P-47 Thunderbolt, de zwaarste jager ooit gebouwd
- B-29 Super Fortress, bommenwerper, van dit type wierp de Enola Gay als eerste een atoombom af
- Aichi D3A, de bommenwerper die Pearl Harbor bombardeerde
- Mitsubishi A6M Zero, het meest gevreesde jachtvliegtuig van Japan
- Jokosuka MXY-7 Okha, het Japanse kamikazevliegtuig
- Hughes H-4 Hercules of "Spruce Goose", de grootste vliegboot aller tijden, gemaakt door de excentrieke Howard Hughes, heeft slechts eenmaal gevlogen

### DeKoude Oorlog

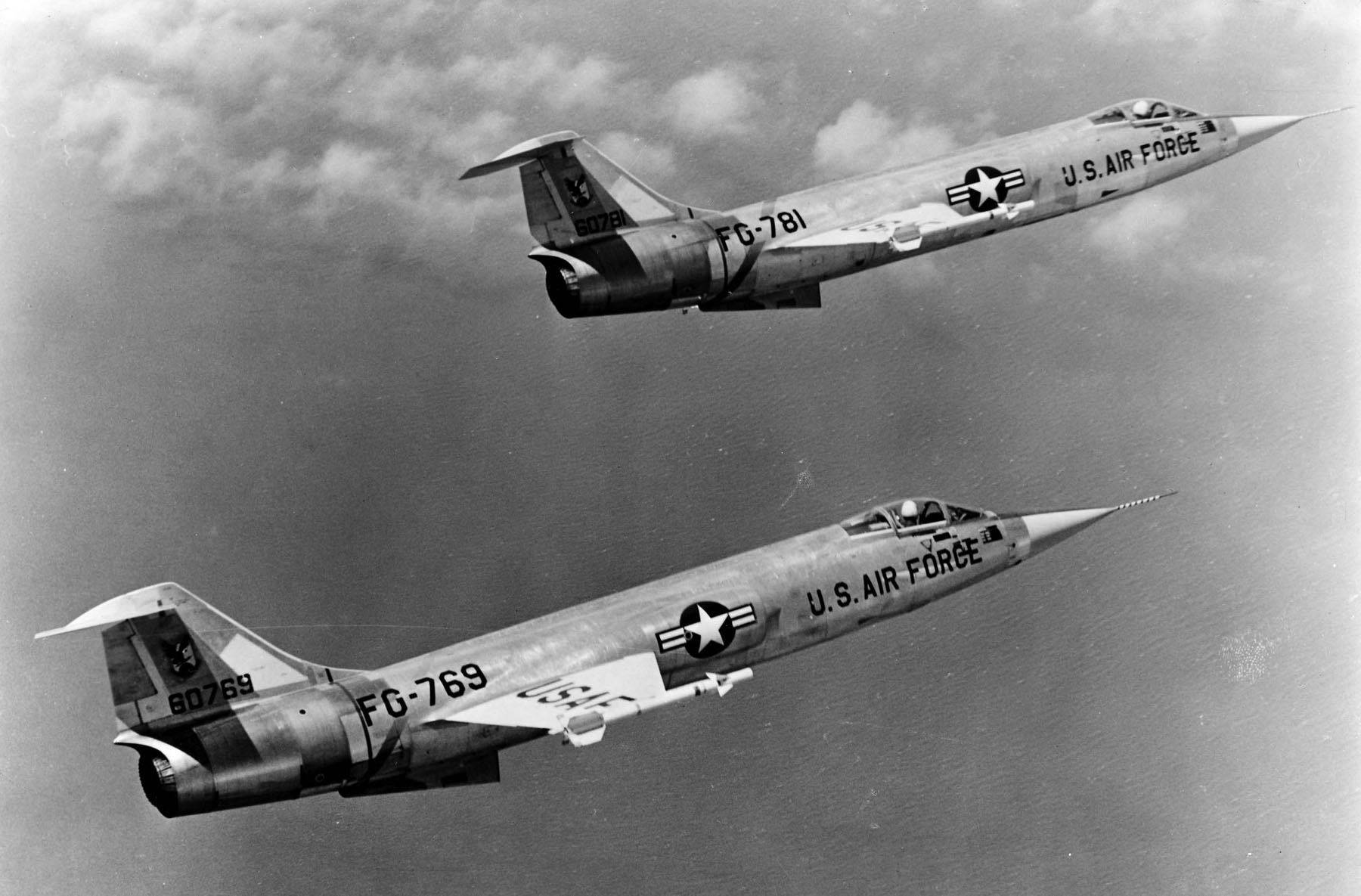
Lockheed F-104 Starfighter

- Bell X-1, het vliegtuig waarmee Chuck Yeager als eerste de geluidsbarrière doorbrak
- Grumman F-14 Tomcat, beroemd als het vliegtuig van de film Top Gun
- Lockheed U-2, het eerste echte spionagevliegtuig
- Lockheed SR-71 Blackbird, het snelste vliegtuig dat ooit in actieve dienst is gebruikt
- Lockheed F-104 Starfighter, het eerste supersonische jachtvliegtuig van de NAVO
- Lockheed C-130 Hercules, het robuuste transportvliegtuig van de NAVO
- Boeing E-3, de AWACS
- Dassault Mirage III, de ruggengraat van diverse luchtmachten in de derde wereld aan westerse zijde
- Antonov An-2, de meest geproduceerde tweedekker aller tijden
- MiG-21, de ruggengraat van menige luchtmacht aan communistische zijde
- Toepolev Tu-95, de bommenwerper van het Warschaupact en enige turboprop-bommenwerper aller tijden, en nog steeds in actieve dienst
- Hawker Hunter, diende als jager in ongeveer twintig landen
- Hawker Siddeley Harrier, het enige VTOL-vliegtuig dat ooit in een oorlog is ingezet (o.a. Falklandoorlog)

De Koreaanse oorlog
- Vought F4U Corsair, de veteraan van de Tweede Wereldoorlog
- F-86 Sabre, de eerste succesvolle straaljager van de Amerikaanse luchtmacht
- MiG 15, de eerste succesvolle jager van de Sovjet-Unie

De Vietnamoorlog
- F-100 Super Sabre, de eerste jager die de geluidsbarrière kon doorbreken
- McDonnell Douglas F-4 Phantom II, de veelzijdige luchtverdedigingsjager, de beste jager van zijn tijd
- MiG 21, de jager van menig communistisch land
- B-52 Stratofortress, dé bommenwerper uit de Vietnam- en later de Golfoorlog

### Civiele vliegtuigen na de oorlog

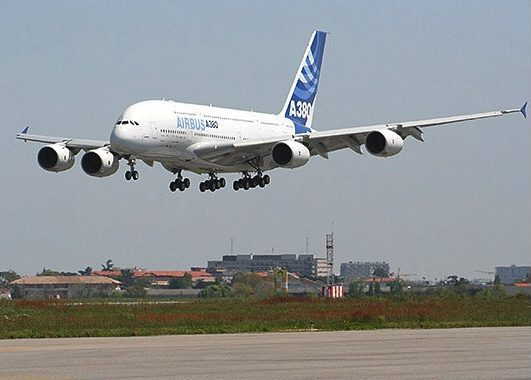
Airbus A380

- Lockheed 1049 Constellation, bekend als de "Connie"
- De Havilland DH.106 Comet, het onfortuinlijke eerste straalverkeersvliegtuig dat te kampen kreeg met het tot dan toe onbekende fenomeen metaalmoeheid
- Vickers Viscount, de eerste succesvolle turboprop
- Fokker F-27, succesvolste turboprop van het westen
- Fokker F28, het eerste door Fokker gebouwde verkeersvliegtuig met straalmotoren
- Fokker 50, het geluidsniveau in de passagierscabine is laag vergeleken bij soortgelijke propellervliegtuigen
- Fokker 100, het grootste verkeersvliegtuig dat Fokker heeft gebouwd
- Fokker 70, in feite een doorgezaagde Fokker 100, tevens laatste door Fokker gebouwde vliegmachine
- Douglas DC-8, concurrent van de Boeing 707, doorbrak als eerste verkeersvliegtuig de geluidsbarrière
- Douglas DC-9, tweemotorige narrow body, na de Boeing 737 en de Airbus A320 het meest succesvolle commerciële turbofanvliegtuig
- Douglas DC-10, een driemotorige machine met een sigaarvormige staartmotor
- McDonnell Douglas MD-11, opvolger van de DC-10 met winglets en eveneens een sigaarvormige staartmotor
- Lockheed L-1011 TriStar, derde wide bodyvliegtuig, directe concurrent van de Douglas DC-10
- Boeing 367-80, Het allereerste straalmotorig vliegtuig gemaakt door Boeing
- Boeing 707, het begin van de succesvolle straalverkeersvliegtuigen en de langdurige hegemonie van Boeing
- Boeing 727, het driemotorige verkeersvliegtuig voor kleine vliegvelden
- Boeing 737, de populairste Boeing tot nu toe en directe concurrent van de Airbus A320
- Boeing 747, de "Jumbo"Boeing 747

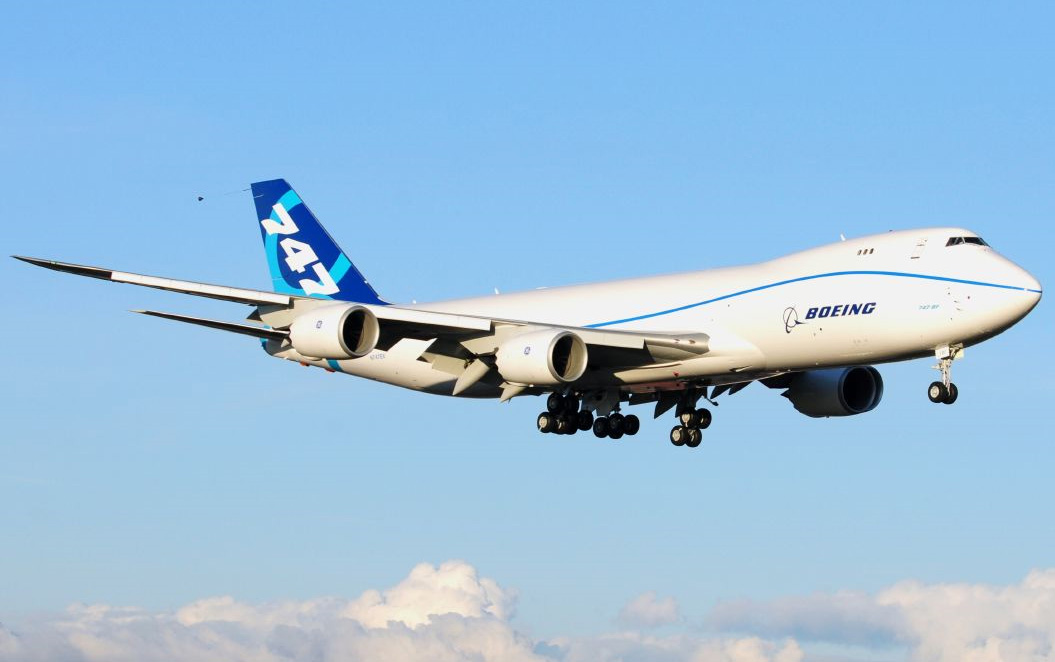
Boeing 747

- Boeing 757, voor het "middensegment", thans ingehaald door de wat grotere 737's
- Boeing 767, wordt veel gebruikt voor lange afstanden
- Boeing 777, veel gebruikt tweemotorig vliegtuig voor lange afstanden, opvallend zijn de zeer grote motoren
- Boeing 787 "Dreamliner", het eerste lijnvliegtuig dat qua gewicht voor meer dan 50% uit composietmaterialen bestaat
- Sud Aviation SE 210 Caravelle, het elegante Franse passagiersvliegtuig
- Concorde, het enige supersonische passagiersvliegtuig dat ooit in actieve dienst is geweest
- Iljoesjin Il-96, het modernste Russische passagiersvliegtuig
- Toepolev Tu-154, het toestel voor de binnenlandse vluchten in Rusland
- Toepolev Tu-144, was bedoeld als directe concurrent van de Frans/Britse Concorde
- Airbus A300, het eerste toestel dat Airbus produceerde
- Airbus A310, eerste widebody vliegtuig dat de boordwerktuigkundige overbodig maakte
- Airbus A320, de populairste Airbus en directe concurrent van de Boeing 737
- Airbus A330, Airbus’ tweede widebody, ontwikkeld met dezelfde technologie en hetzelfde comfort als de A320
- Airbus A340, de -600 had tot de komst van de Boeing 747-8 de langste romp van alle verkeersvliegtuigen
- Airbus A350, Airbus’ reactie op de 787 die door Boeing geproduceerd wordt; bestaat eveneens deels uit composietmaterialen
- Airbus A380, het grootste passagiersvliegtuig ter wereld (de "superjumbo")

### Privévliegtuigen
- Rutan Voyager, het vliegtuig dat non-stop de wereld rondvloog
- Mignet Pou-du-Ciel, het eerste zelfbouwvliegtuigje, ontworpen door Henry Mignet, bedoeld voor iedereen
- Gossamer Albatross, het eerste vliegtuig dat enkel werd aangedreven door menskracht (Luchtfiets)
- Piper Cub, het eerste succesvolle privé-vliegtuig
- Cessna 172, het vliegtuigje waarmee Mathias Rust op het Rode Plein in Moskou landde
- Learjet, de eerste succesvolle zakenjet

### DeGolfoorlogen daarna

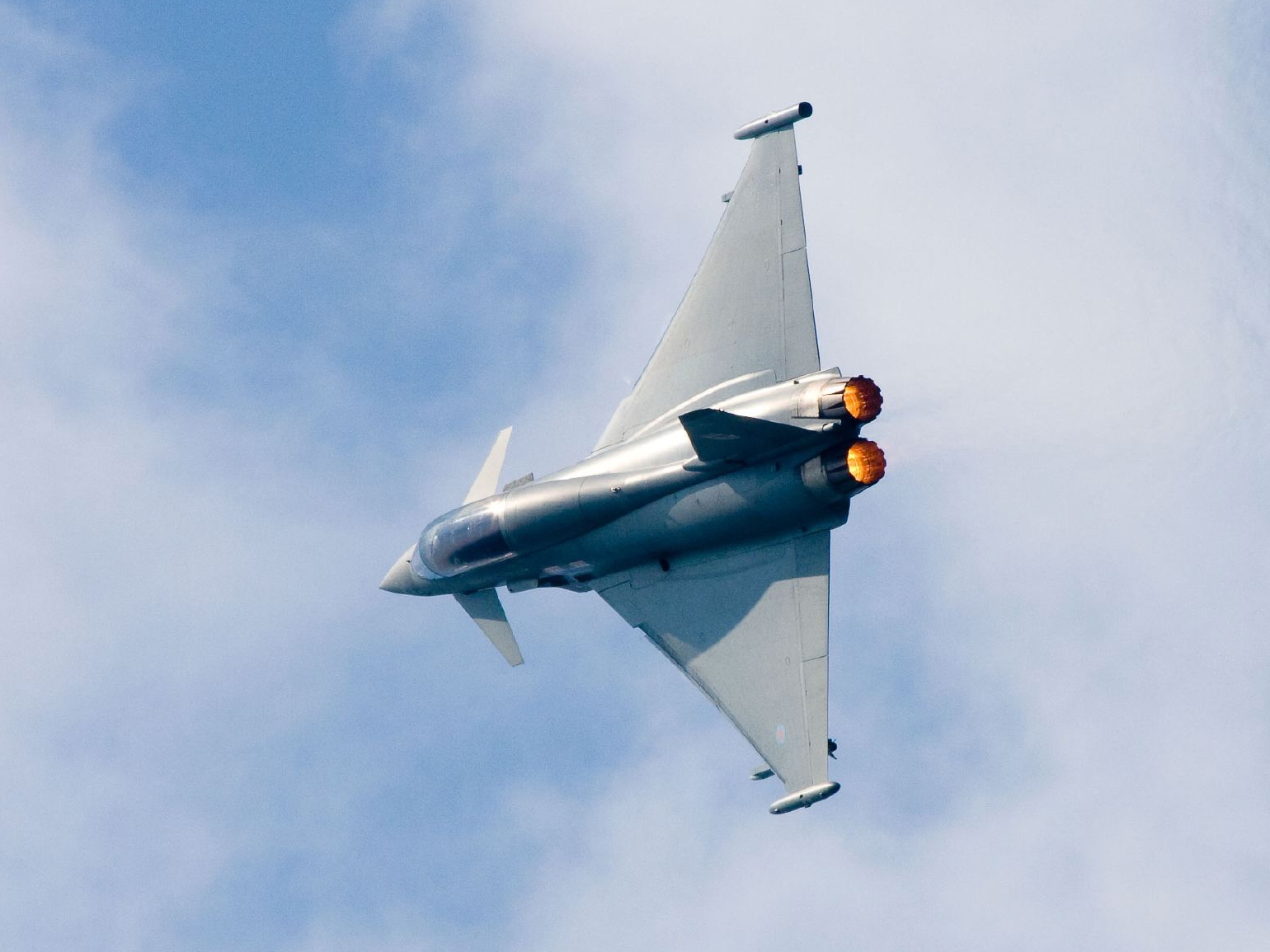
Eurofighter Typhoon

- Panavia Tornado, het werkpaard dat de vliegvelden onklaar moest maken en daarbij relatief veel verliezen leed
- F-15 Eagle, de jager die bijna alle luchtoverwinningen behaalde die er tijdens Operatie Desert Storm plaatsvonden
- F-16 Fighting Falcon, de wendbare jager die enkel kan vliegen met behulp van een boordcomputer
- Mikojan-Goerevitsj MiG-29, het modernste vliegtuig van Irak
- Antonov An-225, het grootste transporttoestel van dit moment
- A-10 Thunderbolt II, de tankbuster van de USAF, met de twee karakteristieke motoren aan weerszijden van de romp
- Joint Strike Fighter, het modernste Amerikaanse jachtvliegtuig
- Eurofighter, het modernste Europese jachtvliegtuig
- Lockheed C-5 Galaxy, het zwaarste transporttoestel van de NAVO
- F-117, de stealth-bommenwerper
- B-2, de stealth-bommenwerper, het duurste vliegtuig aller tijden
- V-22 Osprey, het transportvliegtuig met helikoptereigenschappen

## Varia
- In luchtvaartkringen wordt een vliegtuig ook wel een kist genoemd.
- Aantallen starts en landingen op een luchthaven zijn vliegbewegingen.
- De navigatielichten van vliegtuigen hebben dezelfde kleuren als die van schepen: groen rechts (stuurboord) en rood links (bakboord), en een wit licht dat zover mogelijk naar achteren aangebracht is op ofwel de staart of op de beide vleugeltippen.